# 価値
当記事では価値（かち、英: value）について解説する。

## 概論
価値の歴史的な具体例
歴史的には、各時代の各地域あるいはそれぞれの人間集団では、具体的にどのような性質を「価値」と認めてきたか？ というと、古代ギリシアの人々の間（特に古代ギリシアの哲学者の間）では、「美」と「善」であった。「美しい」（カロス καλὸς）と「善なる」（カガトス κἀγαθός）は合体してカロスカガトス（καλὸς κἀγαθός）という形容詞になり、さらにそこから派生した「美にして善なるもの」（καλοκαγαθία カロカガティア）という合成語も古代ギリシアでは使われるようになり、これは卓越性を指す言葉であった。
ヨーロッパ中世の哲学では「真・善・美」が「良いもの」とされる伝統が生まれた。真は知性（認識能力）に対応し、善は意志（実践能力）に対応し、美は感性（審美能力）に対応している性質である。なお西欧社会は古代にキリスト教が広まってからは、新約聖書に書かれているイエス・キリストの教えにもとづいて「愛」（「兄弟愛」。現代風に言うと「人類愛」）という性質こそが「良い」もので価値であると考えることも一般的になった（哲学者はともかく、カトリック教会の聖職者の集団ではそう考え、一般の信徒（クリスチャン）に対してもそういう考えが説かれ、社会に広まっていった）。（その延長上にたとえば現代の赤十字の活動や国境なき医師団の活動がある。）
他方、中国ではたとえば儒教が広まった時代には「仁」という性質が良いとされ価値と認められていたということになる。
ヨーロッパでキリスト教の影響力がやや弱まると傾向が変化した。フランスで王侯貴族が支配するアンシャンレジームが1789年のフランス革命により打倒されると貴族階級に代わりブルジョワと呼ばれる富裕層たちが台頭し、彼らは金（カネ）を「良い」と見なした（つまり「カネが価値」と考えた）。イギリスでも18世紀末に産業革命を経て資本主義体制が確立されると「資本が良い」（カネが良い）と見なされるようになった。「資本が価値」と考える者たちは、また「 "損得勘定 "の観点から見て都合が良い」と各人の立場から判断される性質を「良い」とし価値とする。とはいえ社会全体がその考えで染まってしまったかというと必ずしもそうではなく、信仰心に篤い人々は損得勘定抜きで人類を助ける活動を続けていたわけであり（そして現在でも続けられているわけであるし）、また宗教抜きでも「（自分の損得ではなく）全人類のためになることが良いことだ」という考え方（人道主義）を選ぶ人々は着実に増えていったわけであるし、また19世紀前半に登場した科学者（自然科学者）たちの間では科学的方法により得られる自然界に関する知識（"科学的な知識"）が良いものであると考えられたわけであるし、またそのような科学的な探求に役立つような性質全般が「良い」ものであった。（そして、今日の科学者たちの間でもそのような考え方は基本的には変化していない。）
西ヨーロッパを中心として、国民が国家の主権者であることが良いことであり、そのためには特定の人や特定の一族ではなく法という明文化された公正なルールで国家が運営されることが良い、権力の地位につく人は公正な選挙を用いて適任の人が選ばれるのが良く、法にもとづいて限られた年限で定期的に入れ替わり権力が腐敗するのを防止するほうが良い、という考え方（民主主義、法治主義）が広まり定着している。他方、国家は独裁者が支配すれば良い、明文化されたルールは軽視して独裁者の暗黙の判断が優先すれば良い、世論は操作すれば良く教科書も独裁者が書き換えて国民を操縦すれば良い、異論を唱える国民は弾圧して投獄したり殺してしまえば良い、特定の一族が恣意的に権力を独占しても良い、とする考え方（権威主義）も（ロシアや中国などの政権内で）根強く残っている。冷戦終了後も、そもそも何を「良い」とするかの相違つまり価値観の根本的な相違により、国家間、陣営間の鋭い対立が続いている。
「○○○には価値がある」「○○○には価値がない」とするひとりひとりのうちにある「判断の体系」を価値観という。
アメリカの経済学者でノーベル経済学賞受賞者のポール・ロバート・ミルグロム（1948年 - ）は、個々人によって価値が異なっていること、あるいは個々人により異なっている価値をプライベートバリュー（私的価値）と呼んでいる。例えば、ある人には ただの がらくた でしかないものでも、それを趣味で収集している人にとっては大きな価値を持つものである、という場合がある。また逆に、多数の人々にとってはそれなりに価値があるものを、別のある人は無価値のものとして扱う場合もある。

## マーケティングにおける価値
現代のマーケティングにおける価値は、顧客知覚価値 (customer-perceived value, CPV)としても知られ、あくまで顧客（見込み客）の主観（心）に生じる評価であり、顧客が主観的に知覚する効用と費用の差である。（この概念は、経済学の中の価値概念とはかなり異なっている。）そして、その数値は商品の宣伝などを行うことで変化させうるものであり、見込み客に対するアンケート調査などのマーケティング調査を行うことで具体的に判明するものである。

## 倫理学における価値
倫理学、哲学及び刑法学においては「価値」は「善いという性質」のこと。逆に、「悪いという性質」は「反価値」（刑法学の用語では一般に「無価値」）という。広義には、両者を併せて「価値」と呼ぶ。最も重要な用法は新カント学派（西南ドイツ学派など）によるもので、自然界と英知界の二元論的世界観のうち後者に重きを置き、価値が判断の際の必須条件であると考える。

## 経済学における価値
経済学では、商品市場で取引される価値（交換価値）を二つの面から研究する。「欲求の充足」という消費面からのアプローチが効用価値説で、もう一つが生産面からアプローチした労働価値説であった。
効用価値説
価値の根源を人間の欲求に求める説。欲求は主観的なものであり、異なる個人間での比較のための絶対的尺度とはなり得ない。交換が行われるのは、相互の欲求に差異があるからであり、交換により双方が利益を得て（消費者余剰、生産者余剰）、パレート効率を達成する。効用価値説は価値を商品固有の属性とは見なさないため、価値という用語の代わりに効用を用いる。効用は個人に特有で主観的なものであり、異なる個人の効用は比較できない。そして、取引成立のための最終交換単位による効用の増加分（限界効用）が価値（価格）決定に大きな役割を果たすことを明らかにし、古典派経済学でいう使用価値と交換価値とを、効用と限界効用によって消費面から統一的に説明した。
労働価値説
「人間の労働が価値を生み、その労働が商品の価値を決める」と主張する説。アダム・スミスやデヴィッド・リカードを中心とする古典派経済学で考えられ、カール・マルクスに受け継がれた。
価値のパラドックス
水は有用だが通常は安価であり、宝石はさほど有用とはいえないが、非常に高価である。これは「価値のパラドックス」と呼ばれ、これを説明することは、初期の経済学の難問であった。これを解決するため、　交換価値と使用価値をはっきり区別し、直接の関連を否定して考えるようになった。すなわち「水は使用価値は高いが、交換価値は低い」と考え始めた。また「宝石は使用価値は低いが、交換価値は高い」と考え始めた。古典派経済学では価値の大小の理由として、希少性が考えられた。近代経済学（限界効用学派）では、全部効用と限界効用を区別し始め、二者を消費面から統一的に説明することでこの問題を解決した。
希少性と限界価値
水の価格（交換価値）は砂漠などでは高価だが、水が豊富な場所では安価である。その理由を「水がすでに豊富である（希少性に乏しい）場合には、水の追加1単位の価値（限界価値すなわち消費者の追加欲求）が低いからだ」と説明し始めた。（消費面からの説明）
希少性と労働価値
水の価格（交換価値）は、砂漠などでは高価であるが、水が豊富な場所では安価である。その理由を「水がすでに豊富である場合には、水が消費されるまでに費やされる労働力は最小ですむからだ」と説明し始め、「遠くの井戸から汲んでこなくてもすむからだ」と説明し始めた。

## 『資本論』における価値
カール・マルクスは1867年に刊行した『資本論』で「人間の肉体的、精神的欲求を満たす性質」を価値とした（そう主張した）。